# Stazione meteorologica di Chiari
La stazione meteorologica di Chiari è la stazione meteorologica di riferimento relativa alla località di Chiari.

## Coordinate geografiche
La stazione meteo si trova nell'Italia nord-occidentale, in Lombardia, in provincia di Brescia, nel comune di Chiari, a 148 metri s.l.m. e alle coordinate geografiche 45°32′N 9°56′E.

## Dati climatologici
In base alla media trentennale di riferimento 1961-1990, la temperatura media del mese più freddo, gennaio, si attesta a +2,3 °C; quella del mese più caldo, luglio, è di +23,7 °C .
| Chiari             | Mesi | Mesi | Mesi | Mesi | Mesi | Mesi | Mesi | Mesi | Mesi | Mesi | Mesi | Mesi | Stagioni | Stagioni | Stagioni | Stagioni | Anno |
| Chiari             | Gen  | Feb  | Mar  | Apr  | Mag  | Giu  | Lug  | Ago  | Set  | Ott  | Nov  | Dic  | Inv      | Pri      | Est      | Aut      | Anno |
| ------------------ | ---- | ---- | ---- | ---- | ---- | ---- | ---- | ---- | ---- | ---- | ---- | ---- | -------- | -------- | -------- | -------- | ---- |
| T. max. media (°C) | 5,9  | 8,7  | 13,7 | 18,1 | 22,4 | 25,7 | 28,4 | 27,9 | 25,2 | 18,8 | 12,0 | 7,6  | 7,4      | 18,1     | 27,3     | 18,7     | 17,9 |
| T. min. media (°C) | −1,3 | 0,7  | 4,9  | 8,8  | 13,0 | 16,8 | 19,0 | 18,3 | 15,6 | 10,5 | 5,5  | 0,6  | 0,0      | 8,9      | 18,0     | 10,5     | 9,4  |